# Kerstin Bratt
Kerstin "Kicki" Vilhelmina Bratt, född 22 januari 1930 i Engelbrekts församling, Stockholm, död 10 december 2011 i Kista, var en svensk skådespelare.

## Filmografi (i urval)
- 1948 – Vart hjärta har sin saga
- 1949 – Skolka skolan
- 1949 – Kvinnan som försvann
- 1950 – Södrans revy
- 1951 – Frånskild
- 1951 – 91 Karlssons bravader
- 1951 – Det var en gång en sjöman
- 1952 – Åsa-Nisse på nya äventyr
- 1952 – Flyg-Bom
- 1952 – För min heta ungdoms skull
- 1952 – Blondie, Biffen och Bananen
- 1953 – Alla tiders 91 Karlsson
- 1954 – Dans på rosor

## Teater

### Roller
| År   | Roll        | Produktion                                                                   | Regi         | Teater      |
| ---- | ----------- | ---------------------------------------------------------------------------- | ------------ | ----------- |
| 1953 | Medverkande | Vår lilla värld, revy Arvid Müller och Børge Müller                          | Stig Lommer  | Folkan      |
| 1953 | Medverkande | Grattis, grattis, revy                                                       | Egon Larsson | Folkan      |
| 1954 | Systern     | Popperetten Bom Adolf Schütz, Paul Baudisch, Jules Sylvain och Gösta Rybrant | Nils Poppe   | Vasateatern |

### Fotnoter
1. ↑  ”Kerstin Bratt”. Svensk Filmdatabas. https://www.svenskfilmdatabas.se/sv/item/?type=person&itemid=63663. Läst 22 oktober 2012.
2. ↑  Ebbe Linde (15 maj 1953). ”Lommerrevyn på Folkan”. Dagens Nyheter:  s. 14. http://arkivet.dn.se/arkivet/tidning/1953-05-15/129/14. Läst 27 mars 2016.
3. ↑  S B-l (12 juni 1953). ”Teater Musik Film: Ny giv på Folkan”. Dagens Nyheter:  s. 10. http://arkivet.dn.se/arkivet/tidning/1953-06-12/156/10. Läst 27 mars 2016.
4. ↑  ”Popperetten Bom”. Musikverket. http://calmview.musikverk.se/CalmView/Record.aspx?src=CalmView.Performance&id=PERF14151&pos=468. Läst 6 maj 2016.